# Берроуз, Джеймс
Джеймс Берроуз (англ. James Burrows, род. 30 декабря 1940) — американский телевизионный режиссёр и продюсер, лауреат десяти премий «Эмми», шесть из которых были в категории «Лучшая режиссура комедийного сериала».
Берроуз известен благодаря работе в телевизионных ситкомах начиная с семидесятых. Его наиболее успешным проектом стал созданный им ситком «Весёлая компания» (1982—1993), а также полностью снятые им «Такси» (1978—1982), «Уилл и Грейс» (1998—2006) и «Майк и Молли» (2010—2016). В общей сложности за свою сорокалетнюю карьеру Джеймс Берроуз срежиссировал более ста ситкомов, которые в свою очередь принесли ему прибыль в размере более полумиллиарда долларов.

## Частичный список режиссёрских работ
- Phyllis (19 эпизодов, 1975—1976)
- Шоу Мэри Тайлер Мур / Mary Tyler Moore (4 эпизодов, 1974—1976)
- Лаверна и Ширли / Laverne & Shirley (8 эпизодов, 1976—1977)
- Рода / Rhoda (4 эпизода, 1977—1978)
- Такси / Taxi (75 эпизодов, 1978—1982)
- Весёлая компания / Cheers (237 эпизодов, 1982—1993)
- Partners (10 эпизодов, 1995—1996)
- NewsRadio (7 эпизодов, 1995—1996)
- Фрейзер / Frasier (32 эпизодов, 1993—1997)
- Caroline in the City (21 эпизод, 1995—1998)
- Друзья / Friends (15 эпизодов, 1994—1998)
- Уилл и Грейс / Will & Grace (187 эпизодов, 1998—2006)
- Класс / The Class (19 эпизодов, 2006—2007)
- Back to You (17 эпизодов, 2007—2008)
- Gary Unmarried (36 эпизодов, 2008—2010)
- Партнёры / Partners (6 эпизодов, 2012)
- Майк и Молли / Mike & Molly (48 эпизодов, 2010—2012)